# Germán Arredondo
Germán Arredondo (1968. május 27. –) mexikói nemzetközi labdarúgó-játékvezető. Teljes neve Germán Arredondo Ramírez. Polgári foglalkozása könyvvizsgáló.

## Pályafutása

### Nemzeti játékvezetés
A nemzeti játékvezetéstől 2010-ben vonult vissza. Első ligás mérkőzéseinek száma: 187 (2002-2010. április 11. között).

### Nemzetközi játékvezetés
A Nemzetközi Labdarúgó-szövetség (FIFA) 2001-től tartotta nyilván bírói keretében. A FIFA JB központi nyelvei közül a spanyolt és az angolt beszéli. Több nemzetek közötti válogatott, valamint CONCACAF Champions League klubmérkőzést vezetett.

#### Labdarúgó-világbajnokság

##### U20-as labdarúgó-világbajnokság
Kanada rendezte a 16., a 2007-es U20-as labdarúgó-világbajnokságot, ahol a FIFA JB bíróként alkalmazta.

###### 2007-es U20-as labdarúgó-világbajnokság
| Időpont         | Helyszín                      | Mérkőzés típusa              | Mérkőzés             | Eredmény | Nézők száma |
| --------------- | ----------------------------- | ---------------------------- | -------------------- | -------- | ----------- |
| 2007. július 1. | Royal Athletic Park, Victoria | csoportmérkőzés (F. csoport) | Japán–Skócia         | 3 – 1    | 11 500      |
| 2007. július 4  | Swangard Stadion, Burnaby     | csoportmérkőzés (B. csoport) | Zambia–Spanyolország | 1 – 2    | 10 000      |
| 2007. július 7  | Royal Athletic Park, Victoria | csoportmérkőzés (F. csoport) | Japán–Nigéria        | 0 – 0    | 11 500      |

#### CONCACAF-aranykupa
Az Egyesült Államok volt a házigazdája a 9., a 2007-es CONCACAF-aranykupa tornának, amit az Észak- és Közép-amerikai, valamint a Karib-térség labdarúgó-válogatottjainak írnak ki, ahol a Központi Amerikai Zónában a CONCACAF JB bíróként foglalkoztatta.

##### 2007-es CONCACAF-aranykupa

###### Selejtező mérkőzés
| Időpont           | Helyszín                        | Mérkőzés típusa               | Mérkőzés           | Eredmény |
| ----------------- | ------------------------------- | ----------------------------- | ------------------ | -------- |
| 2007. február 10. | Cuscatlán Stadion, San Salvador | előselejtező (1. csoport)     | Salvador–Nicaragua | 2 – 1    |
| 2007. február 16. | Cuscatlán Stadion, San Salvador | előselejtező (egyik elődöntő) | Panama–Guatemala   | 2 – 0    |

###### CONCACAF-aranykupa mérkőzés
| Időpont         | Helyszín                      | Mérkőzés típusa              | Mérkőzés                    | Eredmény | Nézők száma |
| --------------- | ----------------------------- | ---------------------------- | --------------------------- | -------- | ----------- |
| 2007. június 7. | The Home Depot Center, Carson | csoportmérkőzés (B. csoport) | Salvador–Trinidad és Tobago | 2 – 1    | 21 334      |

#### Nemzetközi kupamérkőzések
Vezetett kupadöntők száma: 1.

##### CONCACAF Bajnokok Kupája

###### 2007-es CONCACAF Bajnokok Kupája
| Időpont           | Helyszín                     | Mérkőzés típusa     | Mérkőzés                              | Eredmény | Nézők száma |
| ----------------- | ---------------------------- | ------------------- | ------------------------------------- | -------- | ----------- |
| 2007. április 18. | Estadio Hidalgo, Guadalajara | első döntő mérkőzés | CD Guadalajara–Club de Fútbol Pachuca | 2 – 2    | 40 000      |